# Supraśl (ville)
Pour les articles homonymes, voir Supraśl.
Supraśl est une ville polonaise de la voïvodie de Podlachie et du powiat de Białystok. Elle est le siège de la gmina de Supraśl; elle s'étend sur 5,69 km2 et comptait 4 606 habitants en 2010.